# Белинский, Яков Львович
Я́ков Льво́вич Бели́нский (1909—1988) — русский советский поэт и переводчик, журналист. Участник Великой Отечественной войны

## Биография
Родился 18 апреля (1 мая) 1909 года в Кролевце Черниговской губернии (ныне Сумская область), в семье земского врача. Вырос во Владимире, жил в Москве. Окончил строительный техникум и МАРХИ. Публиковал стихи с 1932 года.
С началом Великой Отечественной войны вступил в народное ополчение. На фронте с августа 1942 года, участник обороны Сталинграда. Прошёл войну литературным сотрудником политуправления фронта.
В 1947 года вышел первый сборник стихов Я. Белинского «Взятые города».
В конце 1940-х годов поэт закончил Литературный институт имени А. М. Горького. Член СП СССР с 1948 года.
В течение жизни Я. Белинского было издано 10 книг и двухтомник избранных сочинений в 1981 году. Якову Белинскому принадлежат слова нескольких популярных советских песен, из которых наиболее известна «Не стареют душой ветераны» (1965, музыка С. С. Туликова). Переводил на русский язык поэзию социалистических стран.
Умер 22 мая 1988 года. Похоронен в колумбарии Донского кладбища.
Пародию на стихотворение Белинского
Спит острословья кот.
Спит выдумки жираф.
Удачи спит удод.
Усталости удав.
написал Александр Иванов
<…>
Спит грубости свинья…
Спокойной ночи всем!
Не сплю один лишь я…
Спасибо, милый Брем!

## Награды
- два ордена Отечественной войны II степени (17.07.1945; 11.03.1985)
- орден Красной Звезды (13.11.1944)[4]
- орден «Знак Почёта» (28.04.1979)
- медали, в числе «За оборону Сталинграда»

## Сочинения

### Поэзия
- «Взятые города»: Стихи. М., 1947
- «Бой и любовь»: Стихи. М., 1957
- «Звездный час»: Книга новых стихов. М., 1961
- «Шаги»: Книга новых стихов. М., 1964
- «Потому что люблю». М., 1968
- «Талант любить»: Книга стихов. М., 1969
- «Двое, идущие рядом». М., 1972 (Книга стихов)
- «Лирика». М., 1973
- «Ярмарка чудес». М., 1975 (Книга стихов)
- «День, равный жизни». М., 1979 (Книга стихов)
- Избранные произведения: В 2 т. М., 1981

### Проза
- «Гвардия, вперед!»: Саратов, 1943